# Cicle de Tyrfing

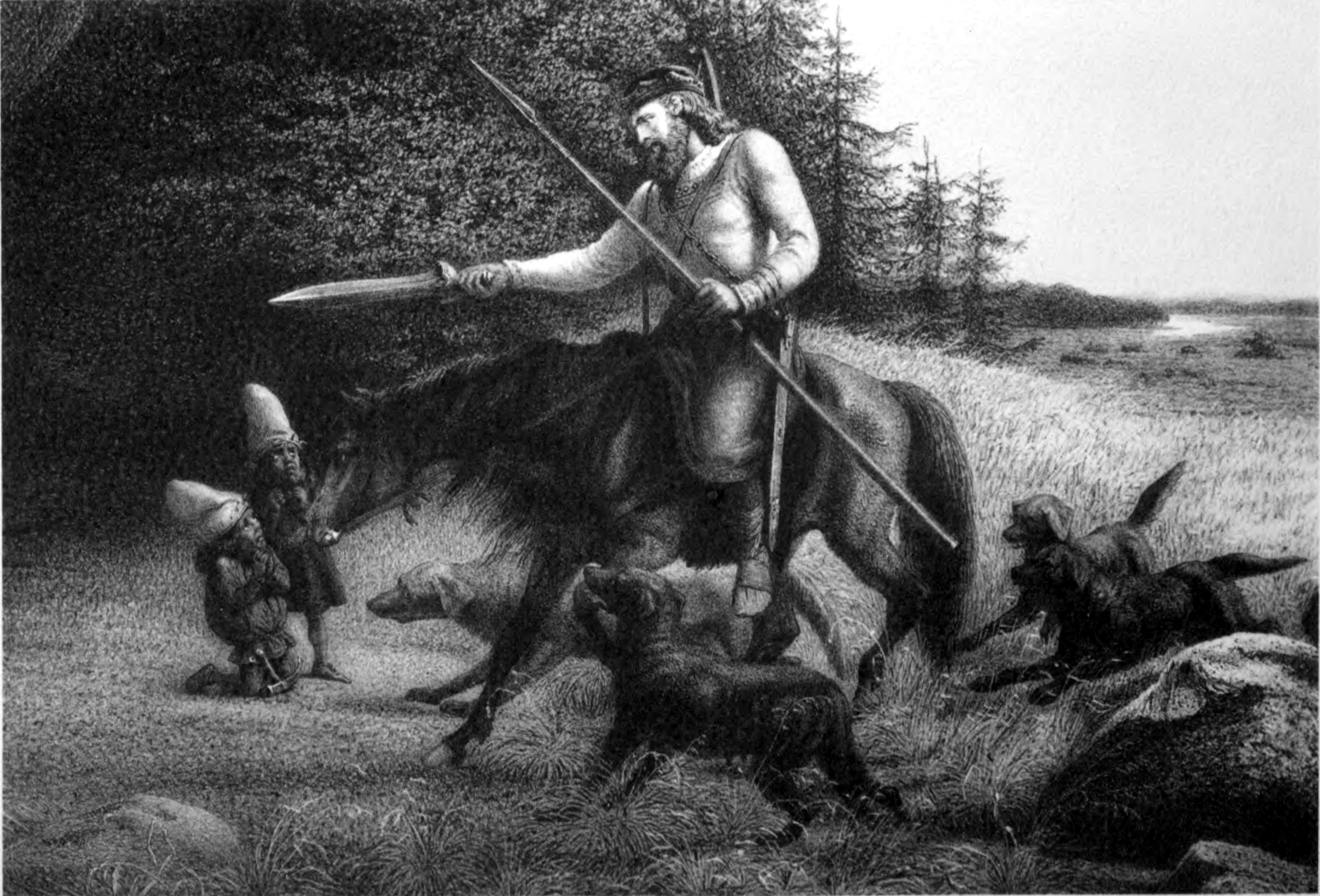
Svafrlame rep l'espasa Tyrfing dels nans, per Lorenz Frølich, 1906.

El Cicle de Tyrfing és una col·lecció de llegendes de la mitologia nòrdica, unificades per l'element comú de l'espasa màgica Tyrfing. Dues de les llegendes es troben a l'Edda poètica i la saga de Hervarar pot ser vista com una compilació d'aquestes llegendes.

## La forja i la maledicció
La primera part de la història tracta de la forja de l'espasa Tyrfing pels Nans Durin i Dvalin. Es veuen obligats a fer-ho per Svafrlami, el rei de Gardariki, però en venjança maleeixen l'espasa perquè mati un home cada vegada que és desembeinada, causi tres males accions i sigui la ruïna de Svafrlami.
Svafrlami mor en combat amb el Berserker Arngrim, qui pren l'espasa i la dona al seu fill Angantyr.

## La Batalla de Samsø
La segona part tracta de la llegenda de Hjalmar, Orvar-Odd i el duel a Samsø. Els dotze fills d'Arngrim coneixen Hjalmar i Orvar-Senar en un duel, però els dos herois, superats en nombre, maten els fills d'Arngrim. No obstant això, Hjalmar ha estat ferit per Tyrfing i mor.

## Hervor
La tercera part tracta de la filla d'Angantyr, Hervor, i com reclama Tyrfing al fantasma del seu pare. Més tard es casa i té dos fills, Angantyr i Heidrek.

## Heidrek
La quarta part tracta de la saga d'Heidrek el savi, el rei dels gots, i conté els enigmes de Gestumblindi. Si la mort d'Hjalmar pot ser la primera mala acció de l'espasa, la segona és l'assassinat accidental del germà Angantyr, Heidrek. El tercer i últim acte dolent és probablement quan els seus esclaus assassinen Heidrek durant una expedició als Carpats.

## La batalla dels gots i dels huns
La cinquena part tracta dels fills de Heidrek Angantyr i Hlöd i com Hlöd envaeix la terra dels gots amb una horda d'huns.

## La història de Suècia
L'última part és la història de Suècia i la línia de reis suecs, començant per Ivar Vidfamne fins al rei Philip Halstensson.